# 棒球 (球)

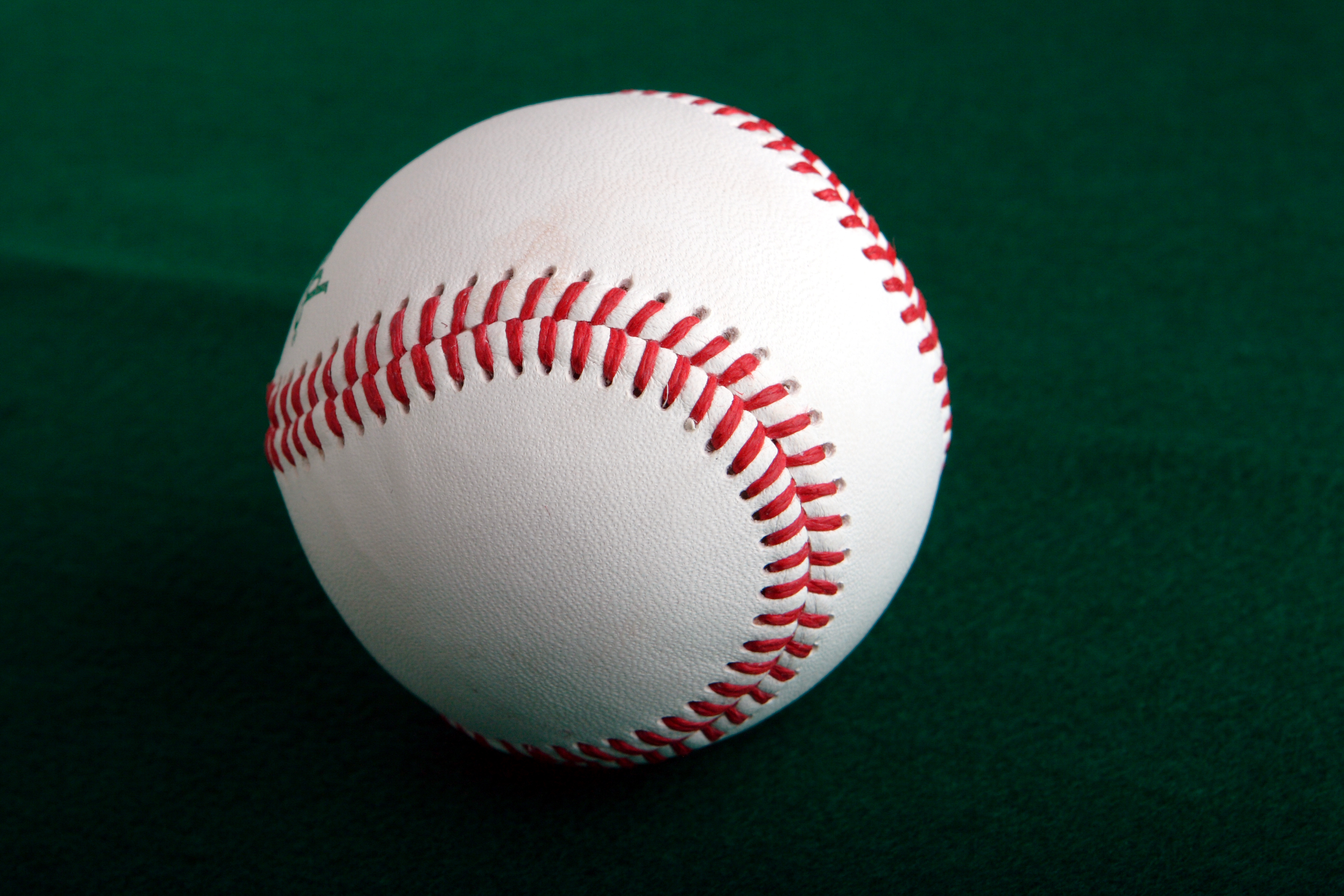
棒球

棒球，棒球運動所使用的球。球以橡膠或黃柏填滿中心，外層皮革需以手工一針一針用毛線縫合。球的直徑2.86至2.94英寸（7.3—7.5）、圓周長約9至9.25英寸（22.9—23.5）。包裹球的皮革和毛線總長可超過1英里（1,600），總共有108針紅色手縫線。
球分为硬式和软式两种。硬式棒球的球又可分为马皮制和牛皮制两种，职业和业余棒球的球均用牛皮制的。硬式球规定以木栓、橡胶或类似的材料为小芯，用线包裹，表面是用两片白色马皮或牛皮结实地包缝制成。软式球是由橡胶制成的，可分为A型、B型、C型、D型、H型五种型号。A型是一般的中弹球，B型、C型、D型是专供少年使用的中弹性球。H型是准硬式球，内部有填充物，其弹性较其他型号的球软。对弹性的测定方法是由4米的高度，向大理石地面自由落下。

## 符號編碼
棒球符號的Unicode編碼記載於雜項符號。
- U+26BE ⚾ BASEBALL